# Монтефьоре-делл-Азо
Монтефьоре-делл-Азо (італ. Montefiore dell'Aso) — муніципалітет в Італії, у регіоні Марке,  провінція Асколі-Пічено.
Монтефьоре-делл-Азо розташоване на відстані близько 170 км на північний схід від Рима, 70 км на південь від Анкони, 27 км на північний схід від Асколі-Пічено.
Населення — 2140 осіб (2014).

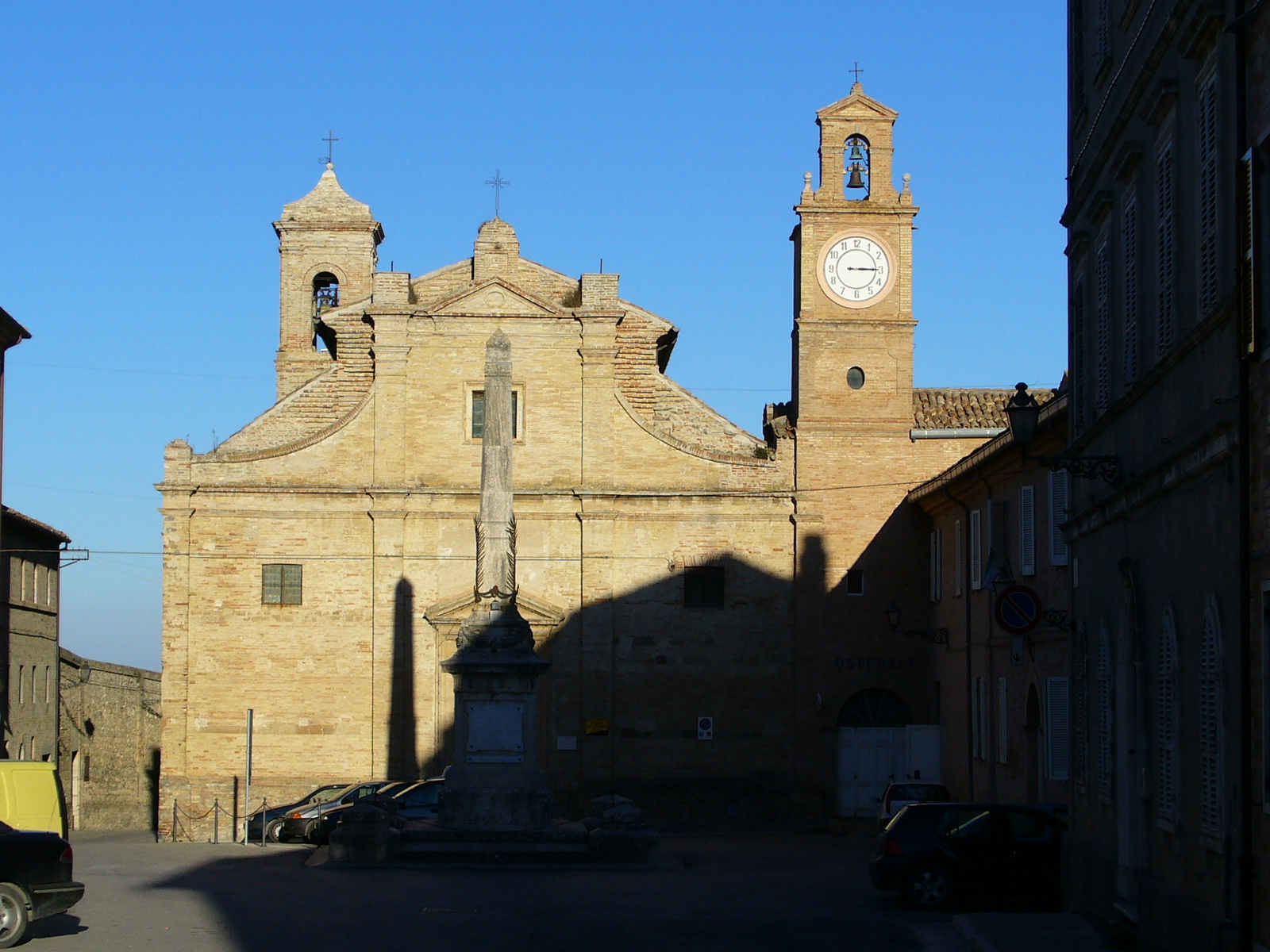

Щорічний фестиваль відбувається 13 грудня. Покровитель — Santa Lucia.

## Демографія
Населення за роками:

Станом на 1 січня 2023 року в муніципалітеті офіційно проживали 192 іноземці з 33 країн, серед них 79 громадян країн Євросоюзу та 10 громадян України.

## Сусідні муніципалітети
- Кампофілоне
- Карассаї
- Лапедона
- Массіньяно
- Монтерубб'яно
- Мореско
- Петритолі
- Рипатрансоне